# イプセン・インターナショナル・ホールディング
イプセン・インターナショナル・ホールディング（Ipsen International Holding GmbH）は工業炉の開発・組立と製造を手がける企業である。

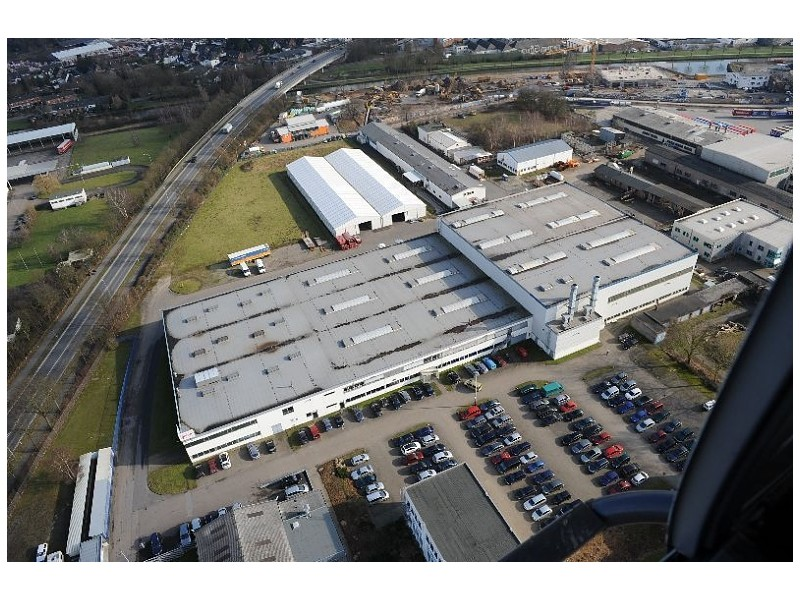
Factory in Kleve

会社の代表者はThorsten Krüger（CEO）、Peter Fleischmann、Geoffrey Somary、Houman Khorram。

## 概要
イプセングループは世界中で1000人の従業員を擁し、ドイツ、アメリカ、インド、マレーシア、中国、日本に製造拠点を設けている。これらの製造拠点と34カ国にある代理店を合わせて Ipsen の販売ネットワークが形成されている。

## 歴史
ハロルド・イプセンは1948年にロックフォード（米国）にイプセン・インダストリーズ社を設立。1957年にクレーヴェ（ドイツ）に製造所を設立。

## 製品
Ipsenの工業炉は、エンジンやギアの最高品質要求を満たすため、鉄鋼やその他材料の様々な熱処理に使用される。
Ipsenの顧客は医療業界、風力発電、航空製造業、食品業界、自動車産業や航空宇宙産業といった多様な業種にわたり、工具製造業界、機械工学や熱処理業界にも携わっている。
熱処理は材料の構造条件を大幅に改善し、結果的に金属の弾性（特に鉄鋼やチタン合金）を得るので非常にコスト効率の良い処理である。
Ipsenの工業炉（真空炉、雰囲気炉やプッシャー式連続炉）は焼入れ、焼戻し、浸炭処理、窒化処理、浸炭窒化、光輝焼戻し、焼鈍し、真空ろう付け、高温ろう付けやプラズマ窒化処理等に利用される。